# Ферфилд (Конектикат)
Ферфилд (енгл. Fairfield) град је у америчкој савезној држави Конектикат. По попису становништва из 2020. у њему је живело 61.512 становника.